# Campionati oceaniani di badminton 2006
I Campionati oceaniani di badminton 2006 si sono svolti ad Auckland, in Nuova Zelanda, dall'8 al 16 febbraio 2006. È stata la 5ª edizione del torneo, organizzato dalla Badminton Oceania.

## Podi
| Evento              | Oro                                    | Argento                             | Bronzo                         |
| Singolare maschile  | Geoffrey Bellingham                    | John Moody                          | Stuart Brehaut                 |
| Singolare maschile  | Geoffrey Bellingham                    | John Moody                          | Stuart Gomez                   |
| Singolare femminile | Rachel Hindley                         | Renee Flavell                       | Tania Luz                      |
| Singolare femminile | Rachel Hindley                         | Renee Flavell                       | Michelle Chan                  |
| Doppio maschile     | Geoffrey Bellingham / Craig Cooper     | John Gordon / Daniel Shirley        | Ross Smith Glenn Warfe         |
| Doppio maschile     | Geoffrey Bellingham / Craig Cooper     | John Gordon / Daniel Shirley        | Ashley Brehaut Travis Denney   |
| Doppio femminile    | Sara Runesten-Petersen / Nicole Gordon | Rebecca Bellingham / Rachel Hindley | Kellie Lucas Kate Wilson-Smith |
| Doppio femminile    | Sara Runesten-Petersen / Nicole Gordon | Rebecca Bellingham / Rachel Hindley | Renee Flavell Donna Cranston   |
| Doppio misto        | Daniel Shirley Sara Runesten-Petersen  | Travis Denney Kate Wilson-Smith     | Craig Cooper Renee Flavell     |
| Doppio misto        | Daniel Shirley Sara Runesten-Petersen  | Travis Denney Kate Wilson-Smith     | Henry Tam Lianne Shirley       |
| Squadra maschile    | Nuova Zelanda                          | Australia                           | Figi                           |

## Medagliere
| Pos.   | Paese         | Oro | Argento | Bronzo | Totale |
| ------ | ------------- | --- | ------- | ------ | ------ |
| 1      | Nuova Zelanda | 6   | 4       | 2      | 12     |
| 2      | Australia     | 0   | 2       | 8      | 10     |
| 3      | Figi          | 0   | 0       | 1      | 1      |
| Totale | Totale        | 6   | 6       | 11     | 23     |